# Hans-Joachim Daerr
Hans-Joachim Daerr (* 22. Dezember 1943 in Frankenstein, Provinz Niederschlesien) ist ein deutscher Diplomat und war vom 1. Juli 2006 bis zum 21. Oktober 2009 Botschafter der Bundesrepublik Deutschland in Japan.

## Leben
Hans-Joachim Daerr wurde als Sohn von Katharina Daerr, geborene Wingenfeld, und des Regimentsarztes und späteren Generaloberstabsarztes Eberhard Daerr geboren. Nach dem Baccalauréat (Abitur) in Paris und einem zweijährigen Dienst bei der Bundesmarine folgte zunächst ein Studium der Rechtswissenschaften an den Universitäten von Tübingen, Bonn und Berlin sowie später ein Studium der Japanologie an der Universität von Tübingen.
Nach dem Eintritt in den Auswärtigen Dienst 1970 folgten Verwendungen an der Ständigen Vertretung bei der EG in Brüssel, am Generalkonsulat in Osaka-Kōbe (ab 1973), im Auswärtigen Amt (Referat für die NATO), an der Botschaft in Japan sowie erneut im Auswärtigen Amt (Planungsstab).
Von 1986 bis 1987 war er Leiter des „Arbeitsstabes Strategiefragen“ im Auswärtigen Amt. Anschließend war er von 1988 bis 1991 Ständiger Vertreter des Botschafters in Nigeria.
1991 wechselte Hans-Joachim Daerr wieder in das Auswärtige Amt. Dort war er zunächst Leiter des Referats Südliches Afrika, ehe er 1995 Leiter der Unterabteilung 20 (NATO, WEU, OSZE, GASP, Nordamerika) wurde. Als solcher war er zugleich Stellvertretender Politischer Direktor des Auswärtigen Amtes.
Von 1998 bis 2001 war er Botschafter in Pakistan und im Anschluss daran Beauftragter der Bundesregierung für Fragen der Abrüstung und Rüstungskontrolle. Zugleich war er Sonderbotschafter für Afghanistan.
Vor seiner Tätigkeit als Botschafter in Japan war Daerr als Nachfolger von Bernd Mützelburg von 2003 bis 2006 Leiter der Abteilung GF (Globale Fragen: Vereinte Nationen, Menschenrechte und Humanitäre Hilfe) des Auswärtigen Amtes. Sein letzter Einsatz endete 2009 mit dem Eintritt in den Ruhestand. Von 2016 bis 2017 leitete er als Geschäftsträger ad interim die Ständige Vertretung der Bundesrepublik Deutschland bei den Vereinten Nationen in Genf.
Hans-Joachim Daerr ist Mitglied der Deutsch-Japanischen Gesellschaft Berlin.